# Pałac Popowa
Pałac Popowa – pałac wybudowany w miejscowości Wasylówka.
Pałac zewnętrznie przypomina budowle zamkowe, dlatego popularnie nazywany jest zamkiem. To prawdziwe arcydzieło urbanistyki XIX w., posiada ogromną wartość historyczną, kulturową i architektoniczną. Generał Wasyl Popow służył carycy Katarzynie II. Za wierną służbę otrzymał ziemie, również te, na których obecnie stoi miasto Wasylówka. Wasyl Popow, właściciela ziemski, założył tu osadę, która przekształciła się w miasto. Jego potomkowie zbudowali zespół pałacowy. Według projektu architekta Oleksandra Ageyenko wzniesiono piękny czteropiętrowy pałac. Później zbudowano trzy budynki gospodarcze, wieżę widokową i stajnię, zewnętrznie przypominające Kreml. Budynki łączą w sobie kilka stylów: romański, gotycki i barok. W 1894 pałac przeszedł w ręce Jurija Popowa. Dzięki staraniom nowego właściciela majątek stał się swego rodzaju ośrodkiem życia kulturalnego. Wielki koneser sztuki, zgromadził ogromną bibliotekę, pokaźną kolekcję broni i obrazów, w tym oryginalne obrazy Rembrandta, Tycjana i Goi. Jurij stworzył unikalne ekspozycje etnograficzne przedstawiające życie różnych narodów. Dla większej atrakcyjności ekspozycje prezentowały manekiny w strojach ludowych. Wydarzenia rewolucji październikowej zakłóciły życie pałacu. Jurij został zmuszony do opuszczenia majątku, zabierając wcześniej wiele kosztowności. Wszystko, co pozostało, zostało splądrowane lub zniszczone. Rzadkie książki, rzeźby, obrazy – wszystko spłonęło. Wybitny nauczyciel Anton Makarenko, autor słynnego „Poematu pedagogicznego”, pod koniec listopada 1925 przybył do pałacu w nadziei na umieszczenie tu kolonii dziecięcej. Budynek głównego pałacu niestety nie zachował się. Zaczęto go rozbierać na materiały budowlane w latach 30. XX w. Do dziś zachowała się tylko jedna wieża. W dobrym stanie są budynek stajni, pięciometrowa wieża widokowa, budynek służby, dwór V. S. Popowa (1790), zabudowania gospodarcze. 
Podczas inwazji Rosji na Ukrainę obiekt został zniszczony przez częściowe zburzenie a wcześniej okradziony. Rosyjscy żołnierze ukradli m.in. marmurowy sedes.